# Björk (album)
Björk is een muziekalbum van de IJslandse zangeres Björk dat ze heeft opgenomen op 11-jarige leeftijd. De nummers op het album heeft ze niet zelf geschreven en het album is alleen in IJsland uitgebracht. Hoewel Björk strikt genomen Björks debuutalbum is, wordt het gezien als deel van Björks juvenilia. Debut (1993) wordt daarom algemeen aanvaard als Björks debuutalbum.
Op het album zingt Björk IJslandse volksliederen en enkele bekende (Engelse) popnummers vertaald in het IJslands.

## Nummers
1. "Arabadrengurinn"
2. "Búkolla"
3. "Alta Mira"
4. "Jóhannes Kjarval"
5. "Fúsi Hreindýr"
6. "Himnaför"
7. "Óliver"
8. "Álfur út úr hól"
9. "Músastiginn"
10. "Bænin"